# Давид (Мікеланджело)

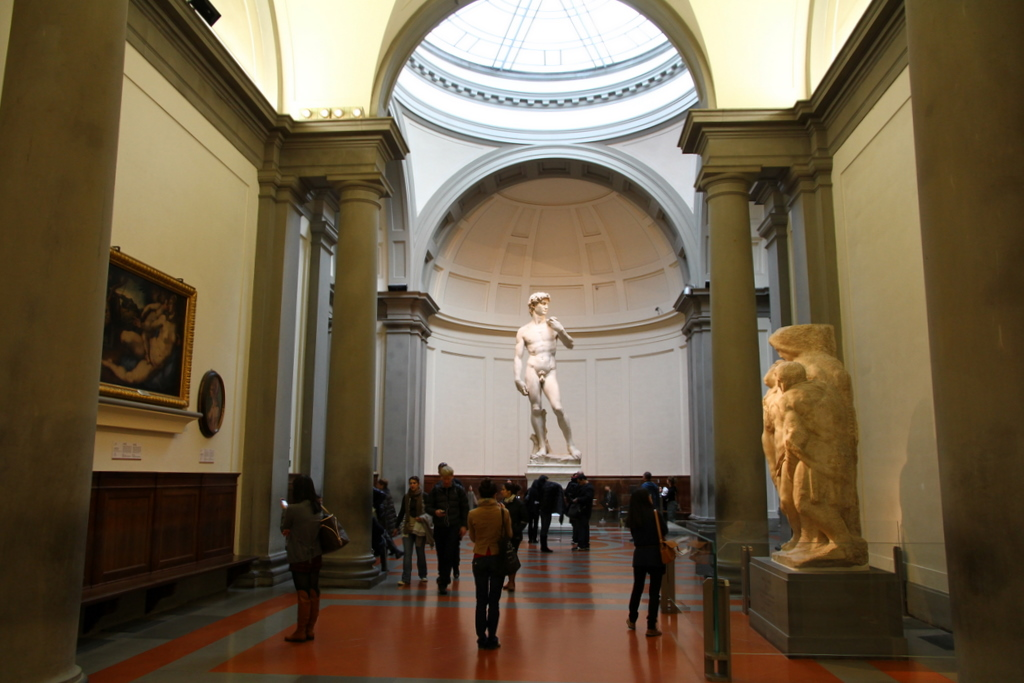
Давид роботи Мікеланджело в галереї Академії витончених мистецтв у Флоренції.

«Дави́д» (італ. David) — мармурова статуя роботи італійського скульптора і художника  Мікеланджело Буонарроті, вперше представлена флорентійської публіці на площі Синьйорії[а] 8 вересня 1504 року. З тих пір п'ятиметрова статуя стала сприйматися як символ Флорентійської республіки і одна з вершин не тільки мистецтва Відродження, а й людського генія в цілому. На даний момент оригінал статуї знаходиться в Академії витончених мистецтв у Флоренції.

## Історія
За кілька десятиліть до створення статуї, поблизу Каррари було добуто велику мармурову брилу. Цей блок протягом тривалого часу зберігався у церкві Санта-Марія-дель-Фйоре, і був призначений для створення скульптури, присвяченої біблійному герою Давидові.
Роботи зі створення скульптури розпочалися 16 серпня 1500 року, коли старшина цеху вовнярів, якому належала брила, вирішив передати її Мікеланджело. Брила була складною для обробки через те, що до нього з брилою пробували працювати також Агостіно ді Дуччо та Антоніо Росселліно.

## Опис
Статуя не призначена для кругового огляду, зображує оголеного Давида, зосередженого на майбутній сутичці з Голіафом. У цьому сюжеті складалися іконографічні нововведення, оскільки Вероккьо, Донателло та інші попередники Мікеланджело воліли зображувати Давида в момент торжества після перемоги над гігантом.
Юнак готується до бою з переважаючим його за силою ворогом. Він спокійний і зосереджений, але м'язи його напружені. Брови грізно зрушені, в них читається щось страхітливе. Через ліве плече він перекинув пращу, нижній кінчик якої підхоплює його права рука. Вільна поза героя - класичний приклад контрапоста - вже готує смертоносний рух.

## Зберігання
У 1991 році нижня частина статуї була пошкоджена неврівноваженою особою з молотком. Зразки мармуру, отримані ученими через цей інцидент, дозволили визначити місце його видобутку. Виявилось, що цей мармур містить багато мікроскопічних отворів, через що його стан погіршується швидше, порівняно з іншими видами мармуру. Тому з 2003 по 2004 роки було проведено перше велике очищення статуї з 1843 року. Деякі фахівці виступали проти очищення водою, побоюючись подальшого погіршення. Реставрація пам'ятника була проведена під керівництвом доктора Франка Фалетті.
У 2008 році з метою кращого збереження мармуру було запропоновано ізолювати статую від впливу вібрацій, спричинених кроками туристів в Галереї Академії у Флоренції.